# Econometrica
Econometrica là tên một tập san khoa học bình duyệt rất nổi tiếng về kinh tế lượng, do Hội Kinh tế lượng xuất bản thông qua Nhà xuất bản Blackwell. Tạp chí Econometrica không chỉ đăng các bài về Kinh tế lượng, mà còn đăng các bài về những lãnh vực kinh tế học khác. Econometrica là một trong các tạp chí kinh tế học nổi tiếng nhất thế giới, chỉ sau báo American Economic Review.
Tổng biên tập của Econometrica hiện nay là Stephen Morris, giáo sư Kinh tế học ở Đại học Princeton, Hoa Kỳ.
Econometrica được xuất bản lần đầu năm 1933. Hiện nay, bài được trích dẫn nhiều nhất là bài của Daniel Kahneman và Amos Tversky về lý thuyết triển vọng (prospect theory).

## Một số bài chủ yếu
- Kenneth Arrow và Gérard Debreu, « Existence of an Equilibrium for a Competitive Economy », n°22-3, 1954
- James Heckman, « Sample Selection Bias as a Specification Error », n°47-1, 1979
- Daniel Kahneman và Amos Tversky, « Prosect Theory: An Analysis of Decision under Risk », n°47-2, 1979
- Robert Engle, « Autoregressive conditional heteroscedasticity with estimates of the variance of United Kingdom Inflation », n°50-4, 1982
- Robert Engle và Clive Granger, « Co-Integration and Error Correction: Representation, Estimation, and Testing », n°55-2, 1987